# Dudweiler Geschichtswerkstatt
Die Dudweiler Geschichtswerkstatt ist eine Arbeitsgemeinschaft der Volkshochschule des Regionalverbandes Saarbrücken, VHS Dudweiler. Sie wurde 1988 gegründet und hat heute etwa fünfzehn Mitarbeiter.
Die Mitarbeiter sind Laien und haben es sich zur Aufgabe gemacht, die Geschichte von Dudweiler zu erforschen und die Erkenntnisse zu publizieren. Bisher (Stand April 2019) wurden fünfzehn Bände mit „Historischen Beiträgen der Dudweiler Geschichtswerkstatt“ veröffentlicht. Darin enthalten sind insgesamt über 130 Beiträge von 38 verschiedenen Autoren. Zusätzlich wurden fünf Bücher sowie acht Kalender als Sonderdrucke veröffentlicht.
Außerdem gestaltete die Geschichtswerkstatt zehn Fotoausstellungen zu verschiedenen Themen und veranstaltet regelmäßig Bildvorträge in Seniorenheimen. Die Geschichtswerkstatt ist auch zu einem Ansprechpartner für ehemalige Dudweiler Bürger geworden, die weggezogen oder ausgewandert sind, wenn sie Fragen zum früheren Heimatort haben. Die Geschichtsfreunde haben in den dreißig Jahren ihres Bestehens ein Archiv mit alten Fotos, Büchern, Dokumenten und sonstigen Unterlagen angelegt.

## Geschichte
Die Gründung der Dudweiler Geschichtswerkstatt fand 1988 in den Räumen des Bürgerhauses Dudweiler statt. Unter der Leitung des Leiters der Volkshochschule Dudweiler fanden sich etwa fünfzehn geschichtlich interessierte Personen zu einer Arbeitsgemeinschaft unter dem Dach der Volkshochschule zusammen.
Ende 1988 erfolgte die Veröffentlichung des ersten Bandes „Historische Beiträge aus der Arbeit der Dudweiler Geschichtswerkstatt.“ Im zweijährigen Rhythmus erschienen dann vierzehn (Stand April 2019) weitere Bände sowie fünf Sonderdrucke und acht Kalender.
Eine besondere Ehrung erfuhr die Geschichtswerkstatt am 19. November 2001. Ihr wurde der Kulturpreis 2000 des Regionalverbandes Saarbrücken verliehen. Am 25. Oktober 2013 feierte die Arbeitsgemeinschaft ihr 25-jähriges Jubiläum mit einem Festakt im vollbesetzten Saal des Bürgerhauses Dudweiler. Im November 2017 wurde bei einer Buchvorstellung im Bürgeramt Dudweiler das umfangreichste Werk der Geschichtswerkstatt vorgestellt. Es handelt sich dabei um das Straßenlexikon. Dudweiler-Herrensohr-Jägersfreude

## Publikationen
- von 1989 bis 2020: Sechzehn Bände „Historische Beiträge aus der Arbeit der Dudweiler Geschichtswerkstatt“ mit über 140 Einzelbeiträgen.
- 2003: Dudweiler Album
- 2005: Julius Vogt’s Dudweiler Ortsgeschichten
- 2009: Pfarrbuch der evangelisch-lutherischen Pfarrei Dudweiler
- 2010: Der historische Felsenkeller bei der Glück-Auf-Apotheke in Dudweiler
- 2017: Straßenlexikon Dudweiler-Herrensohr-Jägersfreude
- 2012–2020: jährliche Fotokalender mit historischen Bildern